# Cléry-le-Petit
Cléry-le-Petit é uma comuna francesa na região administrativa de Grande Leste, no departamento de Meuse. Estende-se por uma área de 4,58 km². Em 2010 a comuna tinha 189 habitantes (densidade: 41,3 hab./km²).